# Karma (město)
Karma (bělorusky Карма, rusky Корма) je běloruské sídlo městského typu, které leží na řece Sož na soutoku s řekou Karmjanka. Je administrativní centrem Karmjanského rajónu Homelské oblasti. Nachází se 110 km severně od města Homel a 55 km od vlakového nádraží Rahačoŭ (na lince Mohylev — Žlobin). Je propojeno silnicí s Čačerskem a dálnicí Babrujsk — Kryčaŭ a Homel — Mohylev.

## Historie
První zmínka o osadě se vztahuje k roku 1691, avšak výsledky archeologických výzkumů naznačují, že lidé se v povodí řeky Sož usídlili již mnohem dříve.
V 17. století bylo město součástí Rečyckého povětu Minského vojvodství velkoknížectví Litevského. Po prvním rozdělení Polska v roce 1772 se stalo součástí Ruské říše a bylo centrem farnosti Rečyckého povětu Mogilevské gubernie ve vlastnictví rodiny Bykovských.
V provozu byla cihelna a v roce 1826 zde žilo 926 obyvatel. Od roku 1847 byla centrem Kormjanské farnosti, která zahrnovala 58 vesnic. Na konci 19. století zde bylo už 200 domů a 2649 obyvatel, z nichž většina populace byla židovská.